# خلنجاوية الجبل
خلنجاوية الجبل أو الفيلودوساوية (الاسم العلمي: Phyllodoceae) هي قبيلة من النباتات تتبع فصيلة الخلنجية من الرتبة الخلنجيات.

## أجناس خلنجاوية الجبل
- خلنج الجبل
- الكالمية